# جيما ريكي
جيما ريكي (من مواليد 6 مارس 1998) هي عداءة مسافات متوسطة اسكتلندية تنافست في دورة الألعاب الأولمبية الصيفية 2020 ودورة الألعاب الأولمبية الصيفية 2024.